# Lloyd Bentsen

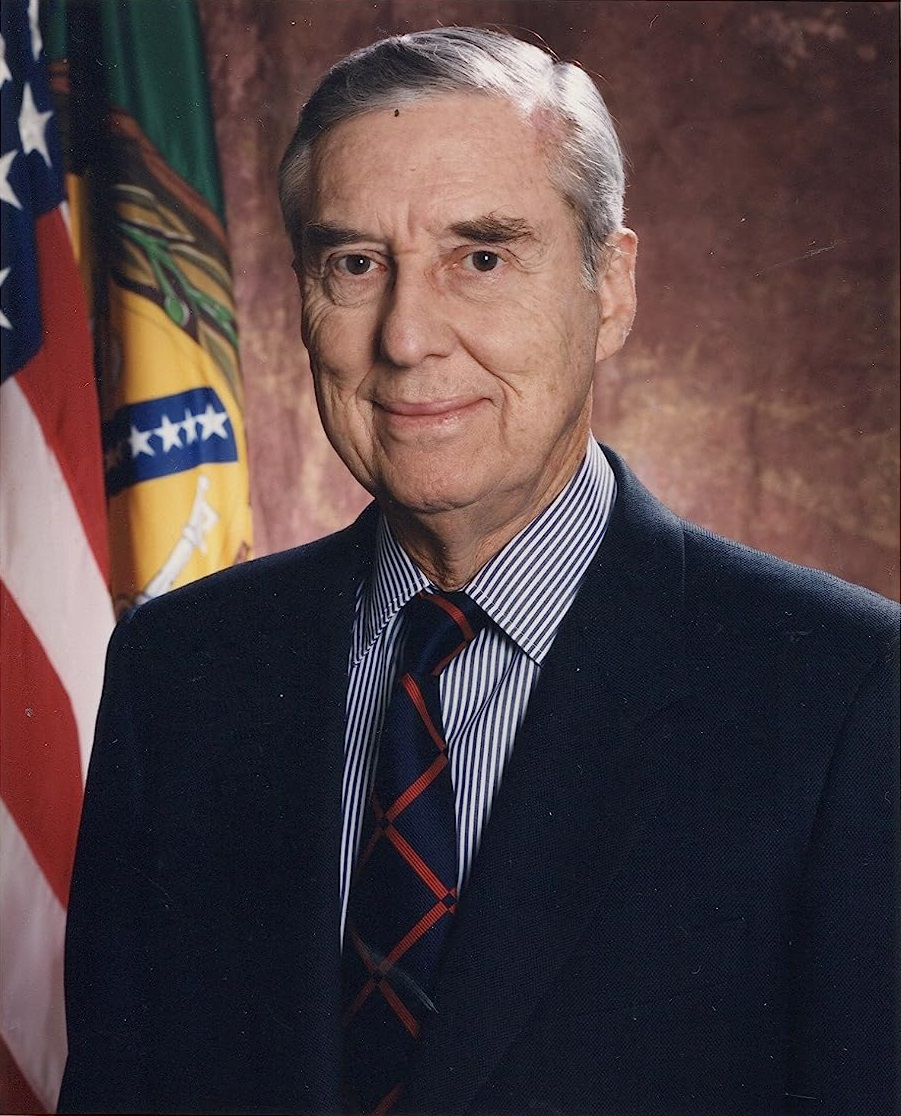
Lloyd Bentsen

Lloyd Millard Bentsen (Mission (Texas), 11 februari 1921 - Houston, 23 mei 2006) was een Amerikaans Democratisch politicus.
Hij studeerde rechten aan de Universiteit van Texas en diende als gevechtspiloot in het Amerikaanse leger tijdens de Tweede Wereldoorlog. Van 1948 tot 1955 zat hij voor de Democratische Partij in het Huis van Afgevaardigden. Vervolgens maakte hij carrière in het financiële bedrijfsleven. Daarna keerde hij weer terug naar de politiek. Namens de staat Texas werd hij vier keer achter elkaar gekozen in de Amerikaanse Senaat; van 1970 tot 1993 was hij hierin vertegenwoordigd. In een van de senaatsverkiezingen versloeg hij de latere president George H.W. Bush. In de periode van 1987 tot 1992 zat hij tevens de senaatscommissie voor financiën voor, een invloedrijk orgaan.
In 1988 koos de Democratische presidentskandidaat Michael Dukakis Bentsen als running mate. Hij maakte grote indruk tijdens een televisiedebat met zijn Republikeinse tegenkandidaat Dan Quayle. Toen de laatste zichzelf vergeleek met John F. Kennedy (die ook wel Jack Kennedy werd genoemd) antwoordde Bentsen: "Senator, ik diende met Jack Kennedy, ik kende Jack Kennedy, Jack Kennedy was een vriend van mij. Senator, u bent geen Jack Kennedy." Dukakis en Bentsen verloren de verkiezingen tegen Bush en Quayle. Een bijzonderheid was dat na de verkiezingen een kiesman uit de staat Virginia zijn stem op Bentsen uitbracht in plaats van op Dukakis.
In 1993 verliet hij voortijdig de Senaat om minister van Financiën in de eerste regering van president Bill Clinton te worden. Dit ambt bekleedde hij tot 1994 toen hij zich uit de politiek terugtrok.
Bentsen stond te boek als een Democraat van de gematigde lijn die zich vooral liet gelden als een belangenbehartiger van het bedrijfsleven in de Verenigde Staten.
Sinds hij in 1998 door twee beroertes werd getroffen, tobde hij met zijn gezondheid; zo moest hij zich voortaan verplaatsen in een rolstoel. Lloyd Bentsen overleed thuis op 85-jarige leeftijd.
- Bibliothèque nationale de France: cb16527004b (data)
- Gemeinsame Normdatei: 170012441
- International Standard Name Identifier: 0000 0001 2099 213X
- Library of Congress Control Number: n81059287
- MusicBrainz: 31383c06-b3c1-4fbf-81a8-897d33bd0eef
- National Archives and Records Administration: 10569792
- Nederlandse Thesaurus van Auteursnamen: 068641761
- SNAC: w6hv5dng
- Biographical Directory of the United States Congress: B000401
- Virtual International Authority File: 13631983
- WorldCat: E39PBJktp3VvG4h8m3rfW9pgKd